# Trifolium amabile
Trifolium amabile är en ärtväxtart som beskrevs av Carl Sigismund Kunth. Trifolium amabile ingår i släktet klövrar, och familjen ärtväxter. IUCN kategoriserar arten globalt som livskraftig.

## Underarter
Arten delas in i följande underarter:
- T. a. amabile
- T. a. hemsleyi
- T. a. longifolium
- T. a. mexicanum
- T. a. pedicellaris